# Pyrenaearia schaufussi
Pyrenaearia schaufussi is een slakkensoort uit de familie van de Hygromiidae. De wetenschappelijke naam van de soort is voor het eerst geldig gepubliceerd in 1876 door Kobelt.